# Альтенштадт (Верхня Баварія)
Альтенштадт (нім. Altenstadt) — громада в Німеччині, розташована в землі Баварія. Підпорядковується адміністративному округу Верхня Баварія. Входить до складу району Вайльгайм-Шонгау. Складова частина об'єднання громад Альтенштадт.
Площа — 18,66 км2. Населення становить 3298 ос. (станом на 31 грудня 2020).

## Галерея

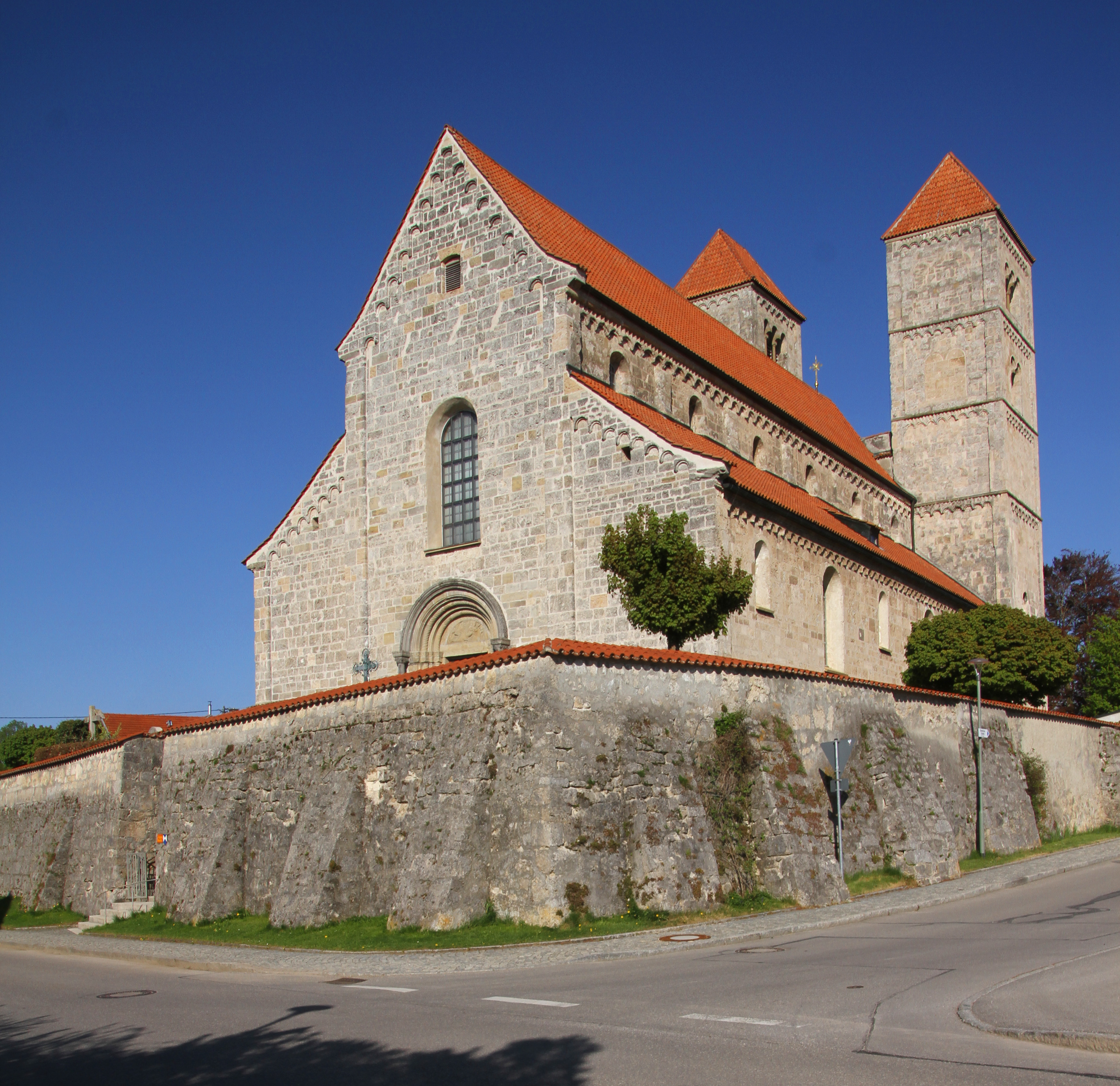
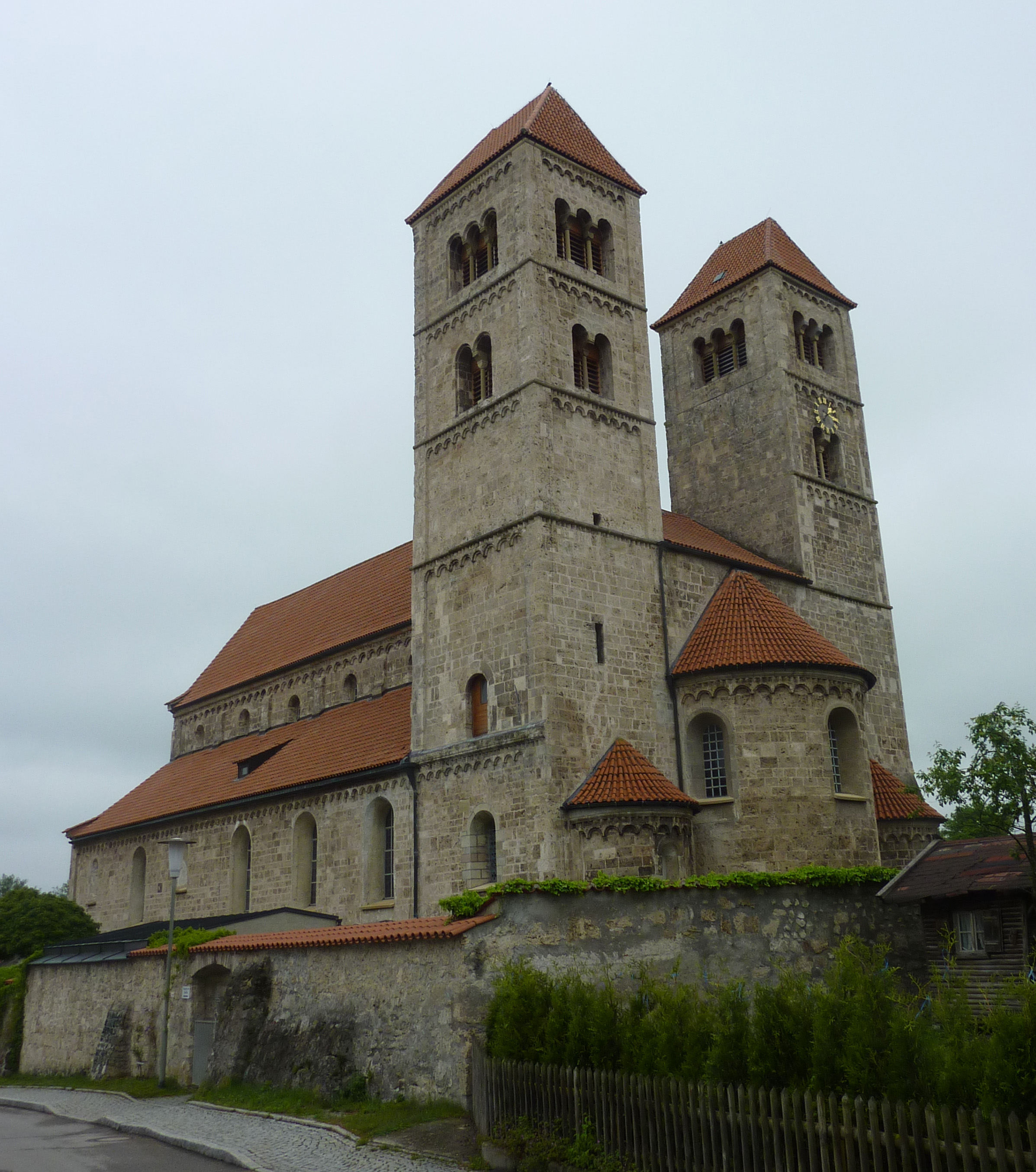
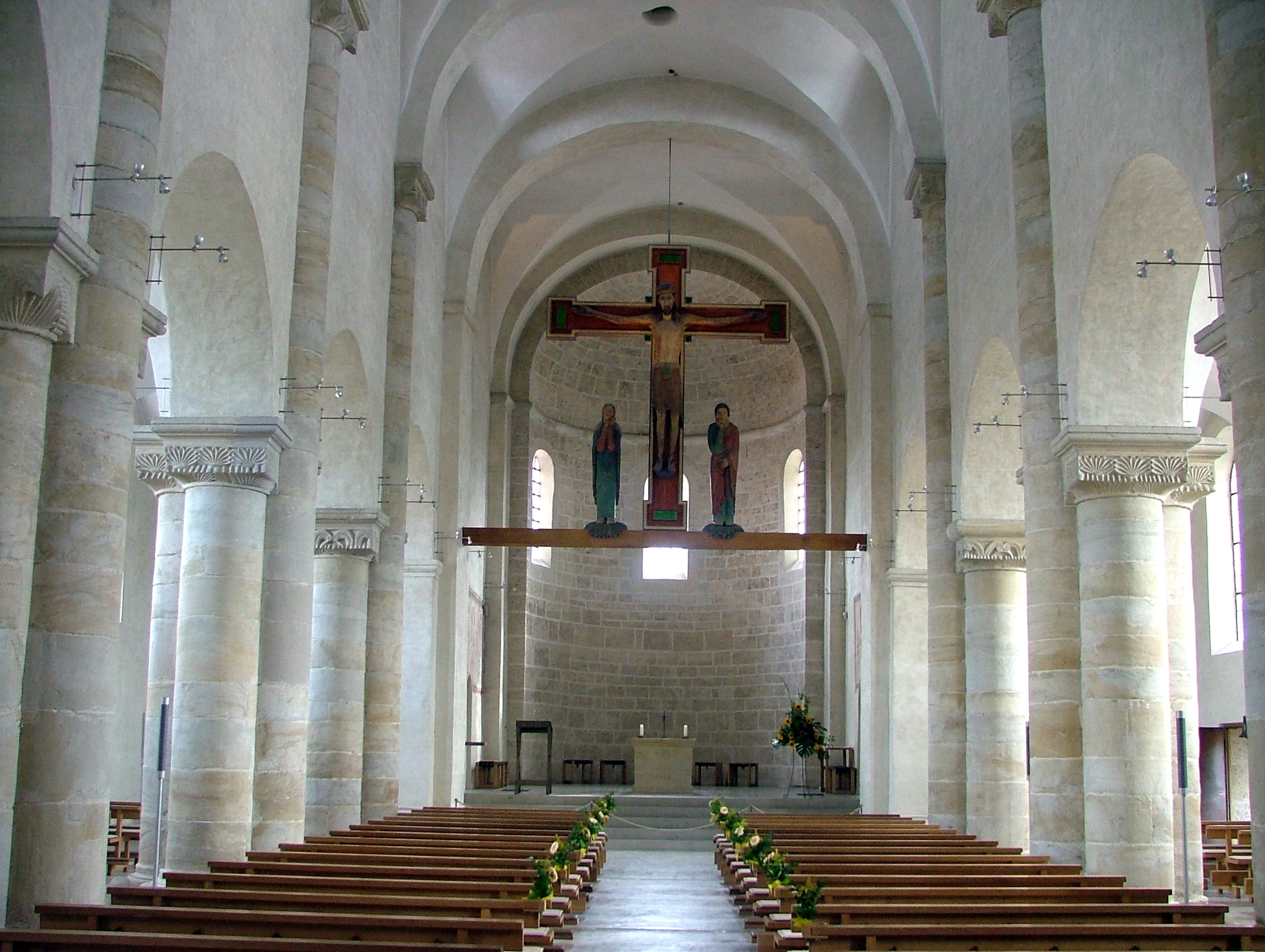
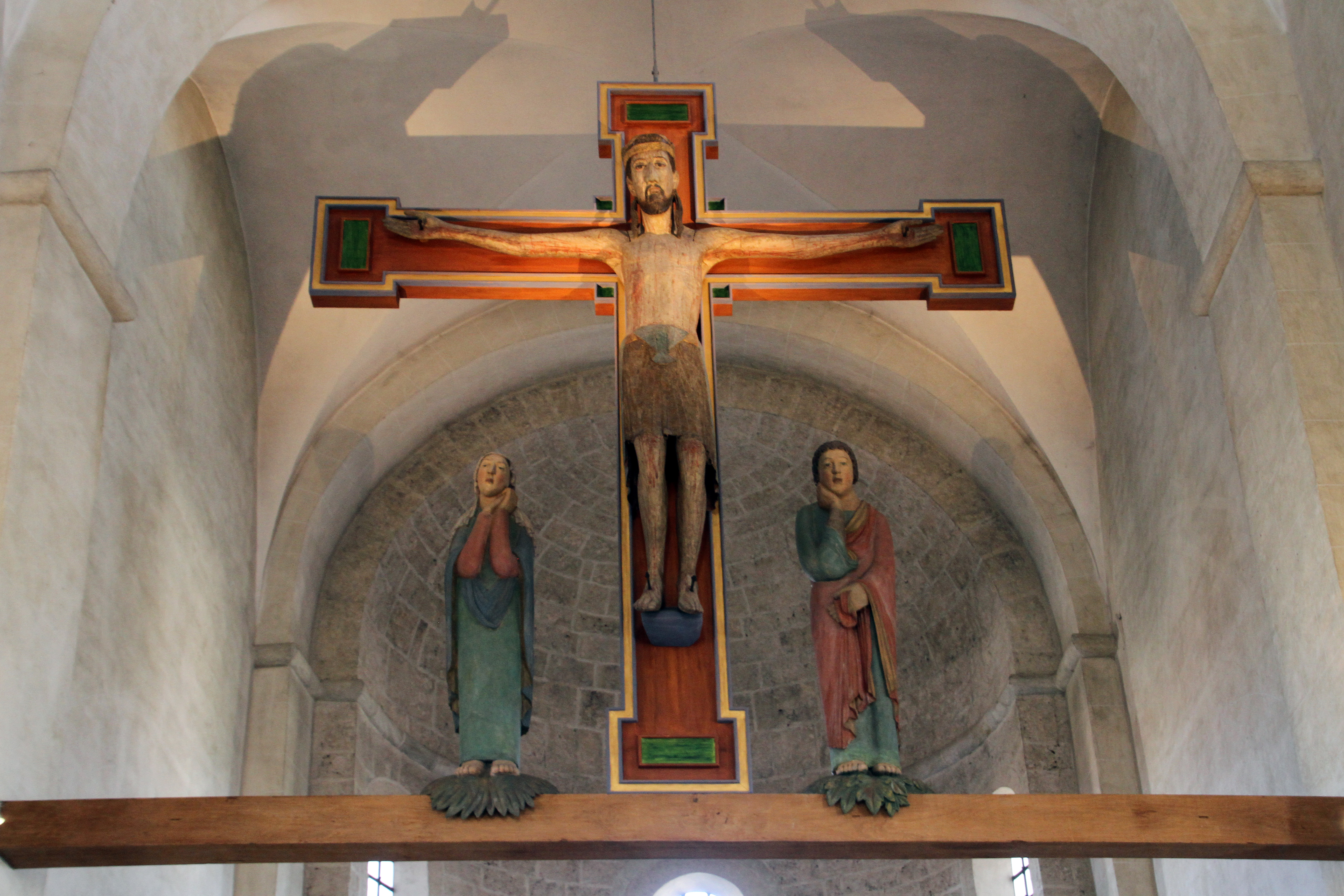